# Кирбинский сельсовет (Хакасия)
Кирбинский сельсовет — сельское поселение в Бейском районе Хакасии Российской Федерации.
Административный центр — село Кирба.

## История
Статус и границы сельского поселения установлены Законом Республики Хакасия от 7 октября 2004 года № 60 «Об утверждении границ муниципальных образований Бейского района и наделении их соответственно статусом муниципального района, сельского поселения»

## Население
| 2002  | 2010  | 2012  | 2013  | 2014  | 2015  | 2016  |
| ----- | ----- | ----- | ----- | ----- | ----- | ----- |
| 1485  | ↘1458 | ↘1448 | ↘1445 | ↘1431 | ↘1400 | ↘1361 |
| 2017  | 2018  | 2019  | 2020  | 2021  |       |       |
| ↘1357 | ↘1343 | ↘1317 | ↘1290 | ↗1411 |       |       |

## Состав сельского поселения
В состав сельского поселения входит один населённый пункт — село Кирба.

## Местное самоуправление
Администрация
с. Кирба, Октябрьская,  120
Глава администрации
- Шахрай Марина Анатольевна